# Таркеш
Таркеш (азерб. Tərkeş) — село в Огузском районе Азербайджана. Входит в Синджанский муниципалитет.

## География
Село расположено в 30 км к юго-востоку от районного центра Огуза.

## История
В Кавказском календаре за 1856 год село Таркешъ Хачмазского участка населяли азербайджанцы отмеченные в источнике как «татары».
Разговорный язык отмечался как азербайджанский (в источнике «татарский»).
По религии мусульмане-сунниты.
«Кавказский календарь», на 1915 год, упоминает «татарское» (азербайджанское) село Таркешъ Нухинского уезда Елизаветпольской губернии с населением 215 человек.
Согласно результатам Азербайджанской сельскохозяйственной переписи 1921 года селение Таркеш (Таркели в источнике) с преобладающим населением тюрками-азербайджанцами населяли 208 человек (41 двор), из них мужчин 116 человек и женщин 92 человека.